# Толчёное
Толчёное (Толчёная) — упразднённая деревня, существовавшая на территории современного Железногорского района Курской области до 1971 года. В советское время входила в состав Курбакинского сельсовета. Была расселена в связи с расширением карьера Михайловского ГОКа. 

## География
Располагалась на правом берегу реки Чернь, ниже места впадения в неё реки Рясник, примерно на одинаковом расстоянии от сёл Веретенино, Макарово и Андросово. Примерно посередине деревню пересекал крупный Воднянский лог, по которому протекал небольшой ручей — приток Черни. Ржавая водяная пена оседала на траве, росшей около ручья, а пасшиеся там гуси имели коричневатый цвет перьев на брюшках. Это явление было обусловлено залеганием железной руды на небольшой глубине. Толчёное делилось на несколько частей, расположенных на некотором удалении друг от друга: Горки, Кутырки, Нижегорки, Нижние Кутырки, Парамон. Некоторые из них впоследствии выделились в отдельные посёлки.

## Этимология
По одной версии название деревни произошло от слова «толчея» — так называли волнение воды при слиянии рек и ручьёв.
По другой версии название Толчёное возникло из-за того, что деревня состояла из нескольких частей, расположенных на некотором удалении друг от друга, словно бы растолчёнными.
Согласно третьей версии, деревня получила название от фамилии владельца или первопоселенца. Известно, что в 1636 году воеводой Севска и Севского уезда стал Яков Толочанов. Можно предположить, что он владел земельным участком, где впоследствии возникла деревня.

## История

### XVIII — начало XX века

Деревня Толчёная на карте 1785 года

Деревня Толчёная впервые упоминается в переписи 1705 года. В то время здесь было 14 дворов, проживало 62 души мужского пола (в том числе 22 недоросля, 8 человек на военной службе). По переписи 1707 года здесь было 12 дворов (1 двор пустой), проживало 54 души мужского (в том числе 17 недорослей). 
До 1778 года деревня входила в состав Радогожского стана Комарицкой волости Севского уезда, располагаясь у его восточной границы: за рекой Чернь начиналась территория Кромского уезда.
На протяжении XVIII века деревня принадлежала Лобановым-Ростовским, Репниным и Трубецким. 
По данным 3-й ревизии 1763 года в Толчёном за Репниными числилось 96 душ мужского пола, за Трубецкими — 21 душа. Площадь владений Репниных в деревне составляла 480 четвертей. Это имение ранее принадлежало Фетинье Яковлевне Лобановой-Ростовской, но по закладной от 28 января 1776 года было передано её племяннику Петру Ивановичу Репнину, после смерти которого в 1778 году досталось его двоюродному брату — князю Николаю Васильевичу Репнину. В 1781 году Н. В. Репнин продал своё имение в Комарицкой волости, в том числе в Толчёном, князьям Александру, Дмитрию, Якову и княжне Марии Лобановым-Ростовским. 
Жители деревни были прихожанами храма Николая Чудотворца села Гнань. Деревня была самой отдалённой в приходе (более 7 км до храма по прямой). 
По данным 6-й ревизии 1811 года деревня принадлежала князю Дмитрию Ивановичу Лобанову-Ростовскому. В то время в здесь было 36 дворов, проживало 177 душ мужского пола.
По данным 10-й ревизии 1858 года деревня принадлежала князю Николаю Алексеевичу Лобанову-Ростовскому (1826—1887). В то время в здесь было 32 двора, проживало 179 душ мужского пола. 
В 1866 году в бывшей владельческой деревне Толчёное было 37 дворов, проживали 320 человек (141 мужского пола и 179 женского). В 1894 году в деревне было уже 93 двора; по-белому топились 76 изб, по-чёрному — 17. На 93 семьи приходились: 141 лошадь, 119 коров и телят, 317 овец, 60 свиней, у двух пчеловодов имелось 8 пчелосемей. В 93-х крестьянских дворах находились 132 телеги, 112 борон и 95 сох. 
В 1897 году в деревне проживало 620 человек (303 мужского пола и 317 женского); всё население исповедовало православие. 
В Первой Мировой войне участвовали жители деревни: Баламутов Василий Васильевич, Боев Фёдор Сергеевич, Давыдов Василий Порфирьевич, Ляшков Фёдор Фомич, Солодухин Алексей Моисеевич, Солодухин Антон Иванович (1891), Солодухин Дмитрий Иванович (?—1930). Старостой Толчёного в то время был Илья Ионович Венедиктов.

### Советское время
В 1920-е годы часть жителей Толчёного выселилась в посёлок Медовый. В это же время для ведения более продуктивного хозяйства в отдельные посёлки выделились части Толчёного: Горки, Кутырки, Нижегорки.
В 1926 году в Толчёном было 134 двора, проживало 730 человек (332 мужского пола и 398 женского), действовала школа 1-й ступени. В 1929 году был организован колхоз имени Ильича, в который начали вступать жители с. Лужки, д. Курбакино, д. Панино, д. Толчёное, п. Медовый, п. Михайловский. Председателем этой артели был избран уроженец Толчёного, житель посёлка Медовый, Иван Дмитриевич Венедиктов. Уже в марте 1930 года колхоз имени Ильича был разукрупнён: хозяйства Толчёного (без посёлков) были выделены в артель «Герой Труда». В 1937 году в деревне был 61 двор. 
Во время Великой Отечественной войны, в октябре 1941 года, деревня была оккупирована немецкими войсками. Освобождена 26 февраля 1943 года частями 354-й стрелковой дивизии под командованием полковника Д. Ф. Алексеева.
После войны председателями толчёновского колхоза «Герой Труда» были: Исай Фёдорович Шурукин, Иван Дмитриевич Венедиктов и Степан Иванович Петров. В 1950 году колхозы «Герой Труда», имени Молотова (посёлки Кутырки и Нижние Кутырки) и «Советский Путь» (посёлки Нижегорки и Горки) были объединены в один — имени Молотова с центром в деревне Толчёное. Председателями объединённого колхоза были: Бердников, Иван Кузьмич Гуров, Иван Павлович Черкаев, М. И. Рязанцев. В июле 1957 года колхоз имени Молотова был переименован в «Путь к коммунизму», его председателем стал Леонид Павлович Орлов.
7 ноября 1957 года на поле между деревней Толчёное и посёлком Медовый была начата разработка Михайловского железорудного месторождения. 
В 1966 году большинство жителей Толчёного были переселены в Железногорск. К этому времени в деревне было 100 дворов.
Деревня Толчёное была упразднена 14 октября 1971 года в связи с отводом земель для карьера Михайловского железорудного комбината.

## Административно-территориальная принадлежность
- 16ХХ—1778 — Радогожский стан Комарицкой волости Севского уезда;
- 1778—1782 — Луганский уезд Орловского наместничества;
- 1802—1861 — Дмитровский уезд Орловской губернии;
- 1861—1918 — Веретенинская волость Дмитровского уезда Орловской губернии;
- 1918—1923 — Курбакинский сельсовет Веретенинской волости Дмитровского уезда Орловской губернии;
- 1923—1928 — Курбакинский сельсовет Долбенкинской волости Дмитровского уезда Орловской губернии;
- 1928—1930 — Курбакинский сельсовет Михайловского района Центрально-Чернозёмной области;
- 1930—1935 — Курбакинский сельсовет Дмитриевского района Центрально-Чернозёмной области;
- 1935—1963 — Курбакинский сельсовет Михайловского района Курской области;
- 1963—1965 — Курбакинский сельсовет Дмитриевского района Курской области;
- 1965—1971 — Курбакинский сельсовет Железногорского района Курской области.

## Население
| Годы      | 1705 | 1707 | 1763 | 1811 | 1866 | 1897 | 1926 |
| --------- | ---- | ---- | ---- | ---- | ---- | ---- | ---- |
| Население | ≈125 | ≈110 | ≈230 | ≈350 | 320  | 620  | 730  |

## Исторические фамилии
Агафоновы, Астаховы, Бабурины, Баламутовы, Борисовы, Боевы, Венедиктовы, Даниловы, Елисеевы, Зеленины, Кабановы, Карченковы, Козловы, Косаревы, Кривченковы, Куликовы, Маричевы, Меркушины, Митрошины, Мозяковы, Мордвины, Моторины, Обыденниковы, Оглоблины, Петровы, Резанцевы, Сидоренковы, Солодухины, Суховы, Чичиневы, Шалаевы, Шурукины.

## Известные люди
- Обыденников, Виктор Иванович (р. 1939 г.) — заведующий кафедрой лесоводства и подсочки леса Московского государственного университета леса. Родился в Толчёном[14].